# Eva Wohlgemuth
Eva Wohlgemuth (* 1955 in Bad Vöslau im Bezirk Baden bei Wien) ist eine österreichische Malerin, Medien- und Installationskünstlerin.

## Leben und Werk
Wohlgemuth studierte von 1974 bis 1979 an der Akademie der bildenden Künste Wien und arbeitete von 1979 bis 1989 als Gymnasiallehrerin. Seit 1995 ist sie als Freie Webdesignerin für das Kunstradio – Radiokunst tätig und arbeitet an Kunstprojekten in den Bereichen (Multimedia-)Installation sowie im World Wide Web. Eva Wohlgemuth unterrichtet seit 1997 an der Akademie der bildenden Künste in Wien. Sie war 1997 auf der documenta X vertreten.